# 清水政雄
清水 政雄（しみず まさお、1939年 - ）は、日本の地方公務員、造園家。

## 来歴
山梨県に生まれる。
千葉大学を卒業後、東京都庁に勤務する。建設局南部公園緑地事務所、公園緑地部緑化対策課、港湾局計画部、開発部、公園緑地部公園建設課を経て、財団法人東京都公園協会管理部長などを歴任した。日本造園学会関東支部副支部長も務めた。